# Alice Chelangat Nyerechi

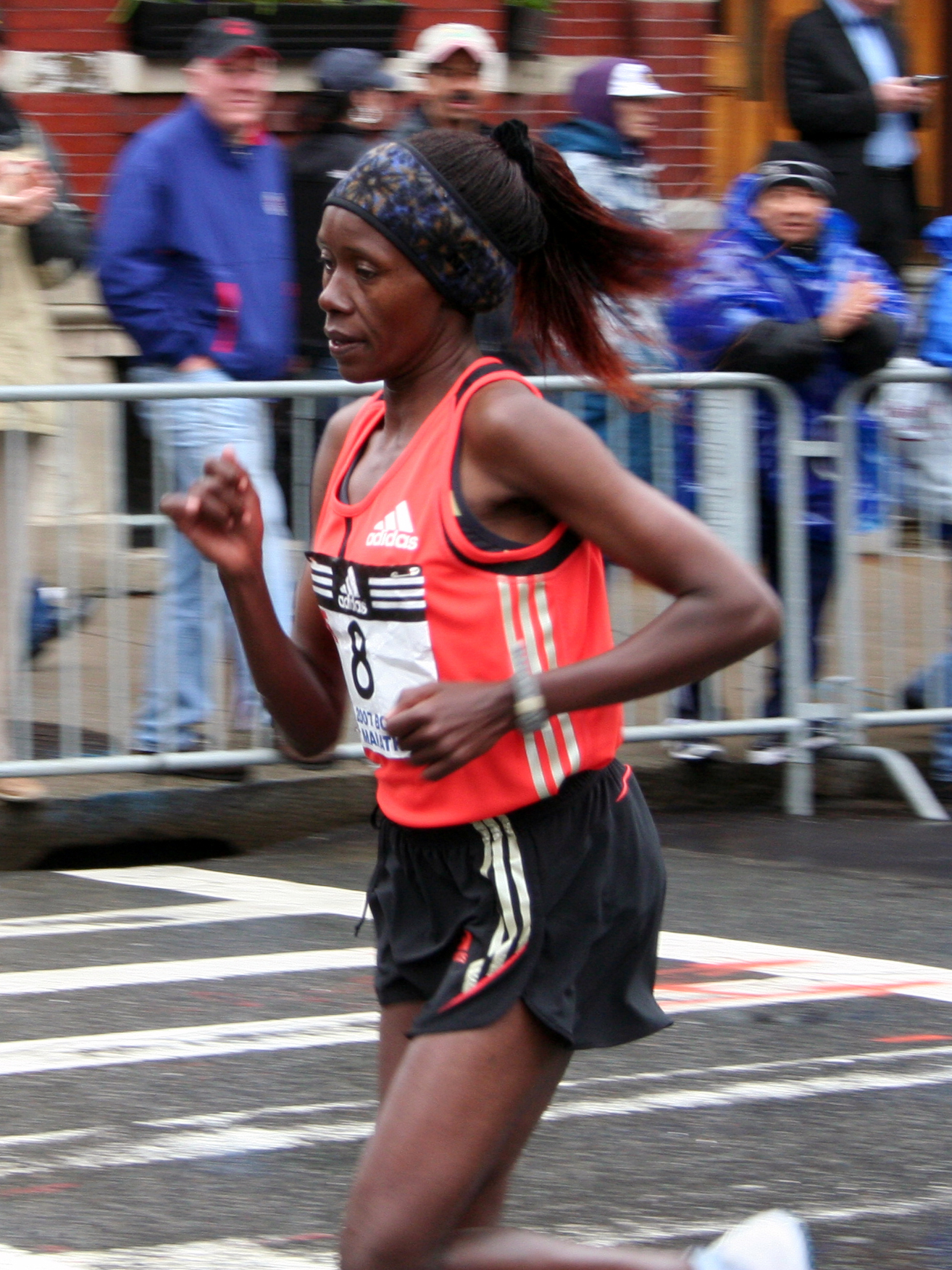
Alice Chelangat Nyerechi beim Boston-Marathon 2007

Alice Chelangat Nyerechi (* 27. Dezember 1976) ist eine kenianische Langstreckenläuferin, die sich auf den Marathon spezialisiert hat.
2001 wurde sie Dritte beim Enschede-Marathon und siegte beim Mailand-Marathon in ihrer persönlichen Bestzeit von 2:26:36, 2002 gewann sie den Rock ’n’ Roll Marathon und wurde Zweite in Mailand. Denselben Platz belegte sie beim Prag-Marathon 2003.
Mit einem Sieg beim Nairobi-Marathon 2003 und einem zweiten Platz beim Hamburg-Marathon 2004 qualifizierte sie sich für die Olympischen Spiele in Athen, bei denen sie Elfte wurde.
2005 siegte sie beim Florenz-Marathon und 2006 erneut beim Rock ’n’ Roll Marathon.